# Muhammad I Abu al-Abbas
Muhammad I Abu al-Abbas ibn al-Aghlab (? – zm. 856) był piątym emirem z dynastii Aghlabidów w Ifrikiji w latach 841-856.
Objął tron jako syn al-Aghlaba ibn Ibrahima (Abu Ikal) (838-841). Pod jego rządami ekspansja Aghlabidów w rejonie Morza Śródziemnego osiągnęła swój szczytowy punkt. Wtedy zdobyto Messynę na Sycylii (843) jak również Tarent i Bari w Apulii (841). Także Rzym został zaatakowany przez muzułmanów w 846, a Państwo Kościelne splądrowane (leżało wtedy poza Rzymem). Jednakże doszło do pierwszych kłopotów, gdy ponowne oblężenie Rzymu w 849 zakończyło się klęską w bitwie morskiej pod Ostią. Stracili też Aghlabidzi kontrolę nad muzułmańskimi zdobyczami we Włoszech. Muzułmanie w Tarencie (847-880) i Bari (847-871) ogłosili niezależność pod sztandarem Emirat Bari i podporządkowali swe emiraty
bezpośrednio pod władzę kalifów Abbasydzkich w Bagdadzie.
W samej Ifrikiji dalej rozkwitała gospodarka, a handel bardzo się poprawił. Rolnictwo rozwijało się dzięki rozbudowie rzymskiego systemu nawadniającego i tworzeniu nowego. Pod rządami Muhammada I zostały wzniesione meczety m.in. w
Susie i Safakis. Następcą Muhammada I został jego bratanek Abu Ibrahim Ahmad (856-863), pod którego rządami królestwo Aghlabidów osiągnęło swój szczyt.